# Pseudoleistes guirahuro
El tordo güirahuró, pecho amarillo grande o canario de la sierra (Pseudoleistes guirahuro) es una especie de ave paseriforme de la familia Icteridae propia del sureste de Sudamérica.

## Distribución y hábitat
Se encuentra en  Argentina, Brasil, Paraguay y Uruguay. Su hábitat natural son las sabanas secas y los pastizales.